# Jhapra
Jhapra (nep. झाप्रा) – gaun wikas samiti w zachodniej części Nepalu w strefie Bheri w dystrykcie Jajarkot. Według nepalskiego spisu powszechnego z 2001 roku liczył on 784 gospodarstw domowych i 4471 mieszkańców (2200 kobiet i 2271 mężczyzn).